# Louis Pfenninger
Louis Pfenninger, född den 1 november 1944 i Bülach, är en schweizisk före detta tävlingscyklist som främst deltog i schweiziska tävlingar och vars främsta meriter är totalsegrarna i Tour de Suisse 1968 och 1972.

## Meriter – professionell

### Landsväg
| 1965 7:a i Züri Metzgete 1967 2:a totalt i Tour de Romandie 3:a i Züri Metzgete 4:a i Genua–Nice 5:a i Vuelta a Mallorca 1968 Totalvinnare av Tour de Suisse 1969 Vinnare av Berner Rundfahrt 2:a i linjelopp vid Schweiziska mästerskapen 6:a totalt i Tour de Suisse 9:a totalt i Tour de Romandie 1970 Schweizisk mästare i tempolopp 2:a totalt i Tour de Suisse | 1971 Schweizisk mästare i linjelopp 2:a totalt i Tour de Suisse Vinnare av bergspristävlingen Vinnare av etapperna 4 (ITT) och 10 5:a i GP Lugano (ITT) 1972 Totalvinnare av Tour de Suisse 2:a i linjelopp vid Schweiziska mästerskapen 5:a i Züri Metzgete 1973 2:a i linjelopp vid Schweiziska mästerskapen 1974 3:a totalt i Tour de Suisse 6:a i Züri Metzgete 7:a totalt i Tour de Romandie 1975 Vinnare av GP Geneve 3:a totalt i Tour de Suisse |

### Bana
1968/1969
Vinnare av Montreals sexdgars (med Fritz Pfenninger)
1971/1972
Vinnare av Zürichs sexdagars (med Klaus Bugdahl och Dieter Kemper)